# Juan Argirópulo
Juan Argirópulo (en griego: Ἰωάννης Ἀργυρόπουλος Ioannis Argiropoulos; en italiano: Giovanni Argiropulo; c. 1415– 26 de junio de 1487) fue un profesor, filósofo y humanista griego, uno de los eruditos emigrados que iniciaron el resurgimiento de la cultura clásica en la Italia del siglo XV.
Tradujo al latín obras filosóficas y teológicas griegas además de realizar sus propios trabajos retóricos y teológicos. Estuvo en Italia cuando el Concilio de Florencia de 1439–1444, y regresó a Italia tras la caída de Constantinopla. Allí enseñó en   Padua, Florencia y Roma  desde 1456 hasta su muerte.

## Biografía
Juan Argirópulo nació en c. 1415, en Constantinopla.
Argirópulo estudió teología y filosofía en Constantinopla. Como profesor en Constantinopla, tuvo entre sus alumnos al erudito Constantino Lascaris. Fue funcionario al servicio de uno de los gobernantes de la Morea bizantina, y en 1439 fue miembro de la delegación enviada al Concilio de Florencia, en el que se aceptó el catolicismo y se abjuró de la ortodoxia griega.
En 1443/4, antes de regresar a Constantinopla, recibió grado de doctor en teología en la Universidad de Padua
Al caer Constantinopla en 1453, se marchó al Peloponeso, y en 1456 se refugió en Italia, donde  trabajó como profesor en el resurgimiento de filosofía griega en las universidades de Padua, Florencia y Roma y como cabeza del departamento griego del "Estudio Florentino" de la Universidad de Florencia. En 1471, al estallar la peste, se mudó a Roma, donde  continuó ejerciendo como profesor de griego hasta su muerte.
Se esforzó por llevar la filosofía griega a la Europa Occidental. Dejó muchas traducciones al latín, incluyendo muchas de las obras de Aristóteles. Sus principales obras fueron traducciones de los siguientes textos de Aristóteles, Categoriae, De Interpretatione, Analytica Posteriora, Physica, De Caelo, De Anima, Metaphysica, Ethica Nicomachea, Politica y una Expositio Ethicorum Aristotelis. Muchos de sus escritos han sobrevivido. Entre sus alumnos se contaron Pedro y Lorenzo de Médici, Ángel Policiano y Juan Reuchlin, y posiblemente Leonardo de Vinci.
Murió el 26 de junio de 1487 en Florencia, presuntamente de consumir demasiada sandía.